# آندره‌آ ریسبرو
آندره‌آ ریسبرو (به انگلیسی: Andrea Louise Riseborough) (زاده ۲۷ اکتبر ۱۹۸۱) بازیگر اهل بریتانیا است.

## گزیدهٔ نقش‌آفرینی‌ها
از فیلم‌ها یا برنامه‌های تلویزیونی که وی در آن نقش داشته‌است می‌توان به آثار زیر اشاره کرد.
- ونوس (۲۰۰۶)
- راهی طولانی تا فینچلی (۲۰۰۸)
- معشوقه شیطان (۲۰۰۸)
- بی‌غم (۲۰۰۸)
- هرگز رهایم مکن (۲۰۱۰)
- صخره برایتون (۲۰۱۰)
- دابلیو.ئی. (۲۰۱۱)
- دیسکانکت (۲۰۱۳)
- فراموشی (۲۰۱۳)
- به پانچ خوش آمدید (۲۰۱۳)
- بردمن (۲۰۱۴)
- حیوانات شب‌زی (۲۰۱۶)
- نبرد دو جنس (۲۰۱۷)
- دکتر مارتین (۲۰۰۵)
- انسان بودن (۲۰۰۸)
- آینه سیاه (۲۰۱۷)
- اتاق گفتگو (۲۰۰۶)
- قیاس برای قیاس (۲۰۰۶)
- ایوانف (نمایشنامه) (۲۰۰۸)
- مندی (۲۰۱۸)
- نانسی (۲۰۱۸)
- بوردن (۲۰۱۸)
- کینه (۲۰۲۰)
- متصرف (۲۰۲۰)
- زندگی الکتریکی لوئیس وین (۲۰۲۱)
- آمستردام (۲۰۲۲)
- ماتیلدا موزیکال (۲۰۲۲)
- لی (۲۰۲۳)
- گیجی